# Campeonato Carioca de Futebol de 1995
O Campeonato Carioca de Futebol de 1995 foi a 98.ª edição da principal divisão do futebol no Rio de Janeiro. O Fluminense conquistou o título após bater o Flamengo, perante mais de 120.000 torcedores. 
Tendo chegado à última rodada do da Fase Final como líderes, a última partida tornou-se uma final, quando unicamente qualquer um dos dois clubes poderia ter saído campeão nesse confronto.
No dia 16 de junho de 2020, aniversário de setenta anos do Maracanã, o site Globoesporte.com publicou o resultado de uma enquete com mais de cinquenta mil eleitores, na qual a vitória tricolor por 3 a 2 na decisão do Campeonato Carioca de 1995 com gol de barriga de Renato Gaúcho foi apontada como o maior jogo da História do Maracanã, obtendo 59,79% dos votos. Os dez jogos que concorreram, envolvendo clubes e seleções, foram os dez mais votados em eleição que envolveu setenta jornalistas esportivos.
A média de público foi de 5.677 torcedores pagantes por jogo.

## Fórmula de disputa

### Taça Guanabara
A Taça Guanabara foi disputada por 16 clubes, divididos em dois grupos de 8 clubes cada. As equipes jogaram entre si em turno e returno apenas dentro dos grupos (não havia cruzamento). Os campeões de cada grupo disputam o título da Taça Guanabara em partida única. 

### Octogonal Final
Participaram do octogonal final os 4 clubes mais bem colocados de cada grupo da primeira fase, sendo que o clube de pior campanha dentre os classificados disputou uma partida contra o vencedor do Módulo Intermediário.
Esta fase final foi disputada em jogos de turno e returno, tendo os campeões de cada turno de cada grupo da primeira fase ganho um ponto de bonificação, e o campeão da Taça Guanabara mais um ponto.

## O campeonato

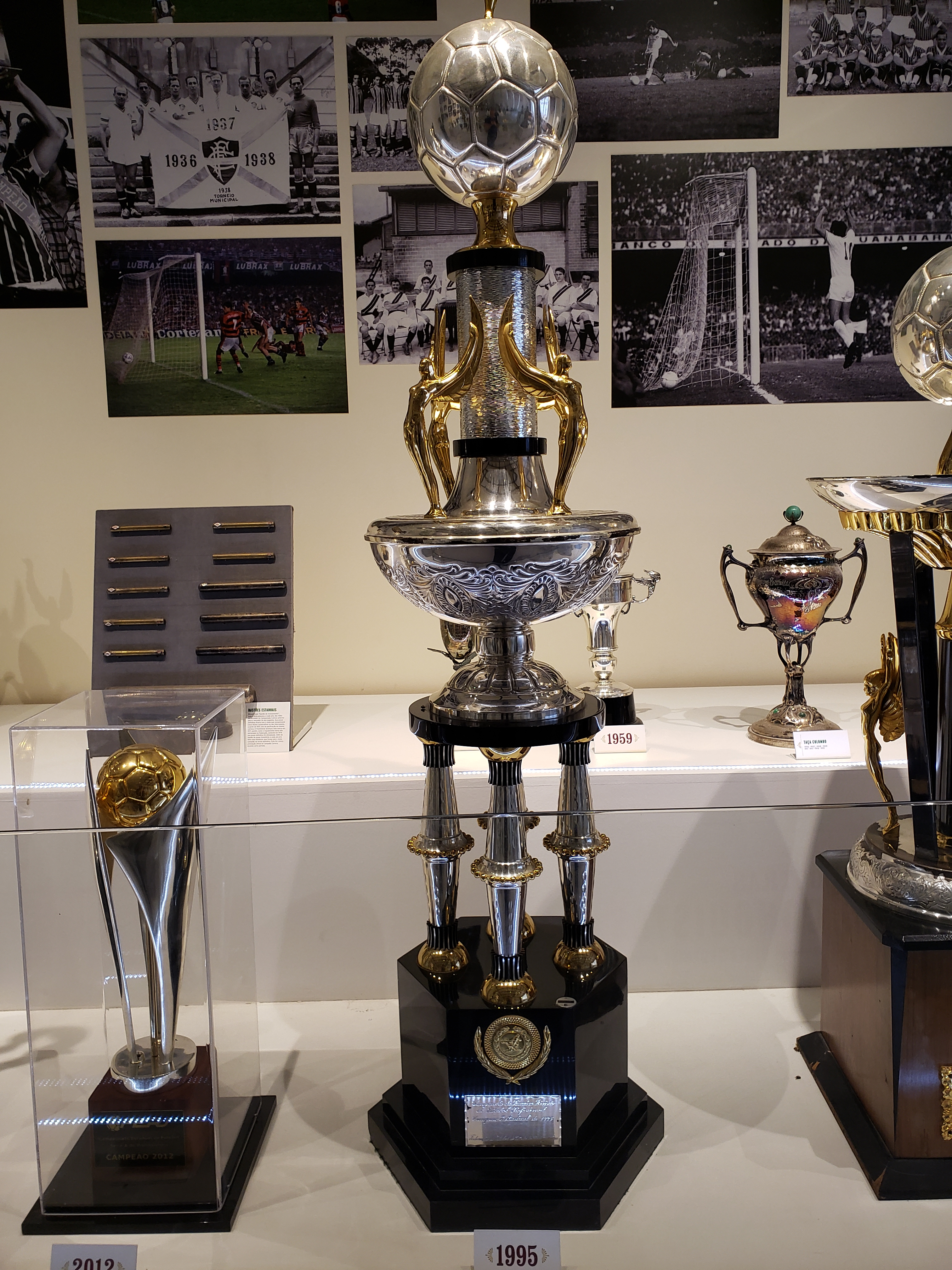
Taça do Campeonato Carioca de 1995.

Em 1995, o grande favorito para ganhar o Campeonato Carioca era o Flamengo, uma vez que, além de ser o ano do centenário do clube, o clube da Gávea montou uma equipe pra conquistar o título. A maior contratação feita pelo então presidente Kléber Leite era o baixinho Romário, que antes de se transferir para o rubro-negro, jogava no Barcelona da Espanha. A equipe contava ainda com o talentoso Sávio, exímio atacante. Vários outros jogadores integravam o elenco, como Gélson Baresi, Fabinho, Marquinhos, Jorge Luiz, Branco, Roger e Adriano. O primeiro clássico era um Fla-Flu. Era a 5ª rodada do primeiro turno. Não é preciso dizer que o Maracanã estava lotado para o jogo, ainda mais se tratando de ver Romário vestindo o "manto sagrado" ou "pele rubro-negra", como costuma dizer a torcida do Flamengo. O jogo, embora muito empolgante em lances protagonizados por ambas as equipes, ficou no 0 a 0. O Flamengo faz a melhor campanha no primeiro turno, e faz a decisão da Taça Guanabara contra o Botafogo. Na decisão, o jogo se encontrava empatado em 2 a 2, quando o zagueiro Márcio Teodoro tenta recuar uma bola e a coloca nos pés de Romário, que não tem dificuldades em superar o goleiro Wágner e fazer o gol do título da Taça Guanabara, marcando assim, mais um ponto extra.
No Vasco, que na época lutava pelo tetracampeonato estadual, o craque do time era Valdir, também conhecido como Bigode. Tinha um time pra tentar o feito, mas, do meio do campeonato em diante, o Gigante da Colina começou a ficar pelo caminho, após perder pontos importantes nos clássicos disputados no segundo turno do campeonato. Ficou em quarto lugar na classificação final. Na estreia do time da cruz-de-malta no estadual, o time conseguiu uma modesta vitória pela contagem mínima, em São Januário.
No Botafogo, a grande estrela era o atacante Túlio, também conhecido como Túlio Maravilha, famoso pelo grande faro de gols, tanto que acabou como o artilheiro da competição. Na abertura do campeonato o glorioso venceu sem dificuldades o Barreira (atualmente Boavista) pelo placar de 5 tentos a 2. O time teve uma campanha boa no primeiro turno, com destaque para a goleada de 7 a 0, aplicada sobre o São Cristóvão, no Caio Martins. Porém, no segundo, o alvinegro carioca perdeu pontos importantes contra times chamados pequenos. Prova disso foi a derrota para o América por 2 tentos a 0, em pleno Caio Martins. Na antepenúltima rodada do campeonato, mais precisamente na semana que antecedeu o clássico contra o Flamengo, o então presidente rubro-negro Kléber Leite declarou que o Flamengo era capaz de ganhar do Botafogo em qualquer lugar. Chega o dia do clássico. Desde o início do jogo, o Botafogo demonstra clara e ampla superioridade técnica, indo à frente e atacando o gol de Roger o tempo todo. O primeiro tempo era todo do alvinegro. Veio o segundo tempo e o panorama se repetiu: o Botafogo sempre com o domínio territorial. Porém, numa bobeada da zaga alvinegra - a exemplo do que acontecera na decisão da Taça Guanabara contra o próprio Flamengo - a poucos minutos do fim, o Flamengo consegue o gol da vitória que o mantém firme na disputa do título, e elimina o alvinegro.
No Fluminense, as perspectivas não eram muito promissoras, pois o time foi o que menos investiu em contratações. Os melhores jogadores do time eram os meias Ailton e Djair, que, embora fossem jogadores de boa qualidade, não eram, a princípio, reconhecidos como tais. O time ainda havia contratado o zagueiro Lima, que era segundo reserva no Sport Recife, o bom lateral-esquerdo Lira e contava com o goleiro formado na base do clube Wellerson, que às vezes atuava de maneira satisfatória, com grandes defesas, e outras vezes, de maneira insegura. No ataque o tricolor das Laranjeiras tinha  Leonardo, Ézio, também conhecido como Super Ézio, além de ser o 6º artilheiro da história do clube com pouco mais de 120 gols, e, por fim, o até então esquecido Renato Gaúcho. Renato, que até então nunca simpatizara com o tricolor carioca, passou a verdadeiramente amar o clube após ter sido lembrado pela diretoria do Fluminense. Polêmico, logo nas primeiras semanas de trabalho no novo clube, afirmou categoricamente que o jejum de títulos do Fluminense acabaria naquele ano. O time não começou bem o campeonato, perdendo para o Madureira, em Conselheiro Galvão, por 1 a 0. Mas, na rodada seguinte, nas Laranjeiras, se recuperou, goleando o Americano de Campos por 4 a 1. A partir daí, o time seguiu em altos e baixos, mas se classificou para a segunda fase. Na primeira rodada do returno, o tricolor tropeçou no América, e ficou no 0 a 0. Na segunda, perdeu para o Botafogo por 1 a 0. O campeonato parecia encerrado para o tricolor. Parecia que ele iria apenas cumprir tabela. Na terceira rodada, o Flu começou perdendo para o arqui-rival Vasco. No final do primeiro tempo, o lateral-esquerdo Lira tenta cruzar uma bola na área vascaína e,sem querer, acaba fazendo o gol de empate. Fim do 1º tempo. 1 a 1. Vem o 2º tempo e os vascaínos novamente marcam. Mas o tricolor vai à luta e consegue novamente o empate através de Leonardo, cobrando pênalti. Perto do fim do jogo, o mesmo Leonardo consegue virar o jogo e dar números finais à partida. Flu 3 a 2 Vasco, placar final. A partir daí, o tricolor inicia sua arrancada rumo ao título. Renato Gaúcho continuava afirmando que não tinha jeito. Em 95, o estadual seria do Flu. O lateral-esquerdo Lira ainda endossava suas palavras:"A galera precisa acreditar até o fim. Disputaremos o título."

## Classificação

### 1º Turno (Taça Guanabara)

#### Grupo A

##### 1ª Fase
O vencedor ganha 1 ponto de bonificação para a Fase Final.
| Classificação | Classificação | Classificação | Classificação | Classificação | Classificação | Classificação | Classificação | Classificação | Classificação |
| Pos           | Time          | PG            | J             | V             | E             | D             | GP            | GS            | SG            |
| ------------- | ------------- | ------------- | ------------- | ------------- | ------------- | ------------- | ------------- | ------------- | ------------- |
| 1             | Vasco da Gama | 17            | 7             | 5             | 2             | 0             | 17            | 2             | +15           |
| 2             | Entrerriense  | 14            | 7             | 4             | 2             | 1             | 9             | 7             | +2            |
| 3             | Botafogo      | 12            | 7             | 3             | 3             | 1             | 13            | 7             | +6            |
| 4             | America       | 11            | 7             | 3             | 2             | 2             | 11            | 8             | +3            |
| 5             | Itaperuna     | 10            | 7             | 3             | 1             | 3             | 8             | 7             | +1            |
| 6             | Barreira      | 6             | 7             | 1             | 3             | 3             | 8             | 12            | -4            |
| 7             | Olaria        | 4             | 7             | 1             | 1             | 5             | 9             | 24            | -15           |
| 8             | São Cristóvão | 2             | 7             | 0             | 2             | 5             | 7             | 15            | -8            |

##### 2ª Fase
O vencedor ganha 1 ponto de bonificação para a Fase Final.
| Classificação | Classificação | Classificação | Classificação | Classificação | Classificação | Classificação | Classificação | Classificação | Classificação |
| Pos           | Time          | PG            | J             | V             | E             | D             | GP            | GS            | SG            |
| ------------- | ------------- | ------------- | ------------- | ------------- | ------------- | ------------- | ------------- | ------------- | ------------- |
| 1             | Botafogo      | 21            | 7             | 7             | 0             | 0             | 24            | 1             | +23           |
| 2             | Vasco da Gama | 14            | 7             | 4             | 2             | 1             | 12            | 9             | +3            |
| 3             | America       | 10            | 7             | 2             | 4             | 1             | 12            | 8             | +4            |
| 4             | Olaria        | 7             | 7             | 2             | 1             | 4             | 6             | 10            | -4            |
| 5             | Entrerriense  | 7             | 7             | 2             | 1             | 4             | 9             | 18            | -9            |
| 6             | Itaperuna     | 7             | 7             | 1             | 4             | 2             | 3             | 4             | -1            |
| 7             | Barreira      | 7             | 7             | 1             | 4             | 2             | 5             | 9             | -4            |
| 8             | São Cristóvão | 2             | 7             | 0             | 2             | 5             | 6             | 18            | -12           |

#### Grupo B

##### 1ª Fase
O vencedor ganha 1 ponto de bonificação para a Fase Final.
| Classificação | Classificação | Classificação | Classificação | Classificação | Classificação | Classificação | Classificação | Classificação | Classificação |
| Pos           | Time          | PG            | J             | V             | E             | D             | GP            | GS            | SG            |
| ------------- | ------------- | ------------- | ------------- | ------------- | ------------- | ------------- | ------------- | ------------- | ------------- |
| 1             | Flamengo      | 17            | 7             | 5             | 2             | 0             | 18            | 3             | +15           |
| 2             | Fluminense    | 16            | 7             | 5             | 1             | 1             | 13            | 4             | +9            |
| 3             | Madureira     | 15            | 7             | 4             | 3             | 0             | 10            | 5             | +5            |
| 4             | Bangu         | 11            | 7             | 3             | 2             | 2             | 12            | 9             | +3            |
| 5             | Volta Redonda | 9             | 7             | 3             | 0             | 4             | 6             | 9             | -3            |
| 6             | Americano     | 5             | 7             | 1             | 2             | 4             | 4             | 11            | -7            |
| 7             | Friburguense  | 4             | 7             | 1             | 1             | 5             | 5             | 14            | -9            |
| 8             | Campo Grande  | 1             | 7             | 0             | 1             | 6             | 5             | 18            | -13           |

##### 2ª Fase
O vencedor ganha 1 ponto de bonificação para a Fase Final.
| Classificação | Classificação | Classificação | Classificação | Classificação | Classificação | Classificação | Classificação | Classificação | Classificação |
| Pos           | Time          | PG            | J             | V             | E             | D             | GP            | GS            | SG            |
| ------------- | ------------- | ------------- | ------------- | ------------- | ------------- | ------------- | ------------- | ------------- | ------------- |
| 1             | Flamengo      | 14            | 7             | 4             | 2             | 1             | 16            | 9             | +7            |
| 2             | Volta Redonda | 14            | 7             | 4             | 2             | 1             | 11            | 6             | +5            |
| 3             | Fluminense    | 12            | 7             | 3             | 3             | 1             | 11            | 5             | +6            |
| 4             | Bangu         | 11            | 7             | 2             | 5             | 0             | 8             | 5             | +3            |
| 5             | Campo Grande  | 6             | 7             | 1             | 3             | 3             | 2             | 7             | -5            |
| 6             | Friburguense  | 6             | 7             | 1             | 3             | 3             | 4             | 10            | -6            |
| 7             | Madureira     | 5             | 7             | 1             | 2             | 4             | 3             | 9             | -6            |
| 8             | Americano     | 4             | 7             | 0             | 4             | 3             | 1             | 5             | -4            |

### Classificação acumulada
Os clubes com melhor campanha de cada grupo decidem a Taça Guanabara. Os quatro melhores colocados de cada grupo estão classificados para a Fase Final (O clube com entre os oito classificados com a pior campanha teve que jogar uma repescagem com o melhor colocado da 2ª divisão - Grupos C e D. 23/03/1995 Entrerriense 3-2 Barra). Os dois últimos colocados de cada grupo disputam o Torneio do Rebaixamento.

#### Grupo A
| Classificação | Classificação | Classificação | Classificação | Classificação | Classificação | Classificação | Classificação | Classificação | Classificação |
| Pos           | Time          | PG            | J             | V             | E             | D             | GP            | GS            | SG            |
| ------------- | ------------- | ------------- | ------------- | ------------- | ------------- | ------------- | ------------- | ------------- | ------------- |
| 1             | Botafogo      | 33            | 14            | 10            | 3             | 1             | 37            | 8             | +29           |
| 2             | Vasco da Gama | 31            | 14            | 9             | 4             | 1             | 29            | 11            | +18           |
| 3             | America       | 21            | 14            | 5             | 6             | 3             | 23            | 16            | +7            |
| 4             | Entrerriense  | 21            | 14            | 6             | 3             | 5             | 18            | 25            | -7            |
| 5             | Itaperuna     | 17            | 14            | 4             | 5             | 5             | 11            | 11            | 0             |
| 6             | Barreira      | 13            | 14            | 2             | 7             | 5             | 13            | 21            | -8            |
| 7             | Olaria        | 11            | 14            | 3             | 2             | 9             | 15            | 34            | -19           |
| 8             | São Cristóvão | 4             | 14            | 0             | 4             | 10            | 13            | 33            | -20           |

#### Grupo B
| Classificação | Classificação | Classificação | Classificação | Classificação | Classificação | Classificação | Classificação | Classificação | Classificação |
| Pos           | Time          | PG            | J             | V             | E             | D             | GP            | GS            | SG            |
| ------------- | ------------- | ------------- | ------------- | ------------- | ------------- | ------------- | ------------- | ------------- | ------------- |
| 1             | Flamengo      | 31            | 14            | 9             | 4             | 1             | 34            | 12            | +22           |
| 2             | Fluminense    | 28            | 14            | 8             | 4             | 2             | 24            | 9             | +15           |
| 3             | Volta Redonda | 23            | 14            | 7             | 2             | 5             | 17            | 15            | +2            |
| 4             | Bangu         | 22            | 14            | 5             | 7             | 2             | 20            | 14            | +6            |
| 5             | Madureira     | 20            | 14            | 5             | 5             | 4             | 13            | 14            | -1            |
| 6             | Friburguense  | 10            | 14            | 2             | 4             | 8             | 9             | 24            | -15           |
| 7             | Americano     | 9             | 14            | 1             | 6             | 7             | 5             | 16            | -11           |
| 8             | Campo Grande  | 7             | 14            | 1             | 4             | 9             | 7             | 25            | -18           |

### Decisão da Taça Guanabara
O vencedor da Taça Guanabara leva 1 ponto de bonificação para a Fase Final
23/03/1995 Flamengo 3-2 Botafogo

## Fase Final
Pontos de bonificação para a Fase Final:
Flamengo: 3 pontos
Botafogo: 1 ponto
Vasco da Gama: 1 ponto
| Classificação | Classificação | Classificação | Classificação | Classificação | Classificação | Classificação | Classificação | Classificação | Classificação |
| Pos           | Time          | PG            | J             | V             | E             | D             | GP            | GS            | SG            |
| ------------- | ------------- | ------------- | ------------- | ------------- | ------------- | ------------- | ------------- | ------------- | ------------- |
| 1             | Fluminense    | 33            | 14            | 10            | 3             | 1             | 25            | 10            | +15           |
| 2             | Flamengo      | 32            | 14            | 9             | 2             | 3             | 38            | 18            | +20           |
| 3             | Botafogo      | 30            | 14            | 9             | 2             | 3             | 25            | 8             | +17           |
| 4             | Vasco da Gama | 22            | 14            | 5             | 6             | 3             | 21            | 12            | +9            |
| 5             | America       | 12            | 14            | 3             | 3             | 8             | 11            | 19            | -8            |
| 6             | Volta Redonda | 12            | 14            | 3             | 3             | 8             | 12            | 31            | -19           |
| 7             | Bangu         | 12            | 14            | 2             | 6             | 6             | 11            | 20            | -9            |
| 8             | Entrerriense  | 6             | 14            | 1             | 3             | 10            | 6             | 31            | -25           |

### Ficha técnica da final.
| 25 de junho | Fluminense                                    | 3 – 2         | Flamengo                  | Estádio do Maracanã                                         |
| 16 hs       | Renato Gaúcho 30' · Leonardo 42' · Aílton 87' | Ficha Técnica | 71' Romário · 79' Fabinho | Público: 120 418 (112 285 pagantes) Árbitro: RJ Léo Feldman |

| Fluminense | Flamengo |

|                |    |               |                                         |    |
|                |    |               |                                         |    |
| G              | 1  | Wellerson     |                                         |    |
| LD             | 2  | Ronald        |                                         |    |
| Z              | 3  | Lima          | Expulso                                 |    |
| Z              | 4  | Sorlei        | Penalizado com cartão amarelo · Expulso |    |
| LE             | 6  | Lira          | Expulso                                 |    |
| V              | 5  | Marcio Costa  |                                         |    |
| V              | 10 | Djair         |                                         |    |
| M              | 11 | Rogerinho     |                                         | a' |
| M              | 8  | Aílton        |                                         |    |
| A              | 7  | Renato Gaúcho |                                         |    |
| A              | 9  | Leonardo      |                                         | b' |
| Substituições: |    |               |                                         |    |
| A              | '  | Ézio          | A'                                      |    |
| V              | '  | Cadu          | b'                                      |    |
| Treinador:     |    |               |                                         |    |
| Joel Santana   |    |               |                                         |    |

|                      |    |                   |         |    |
|                      |    |                   |         |    |
| G                    | 1  | Roger             |         |    |
| LD                   | 2  | Marcos Adriano    |         | a' |
| Z                    | 4  | Gélson Baresi     |         |    |
| Z                    | 3  | Jorge Luis        |         |    |
| LE                   | 6  | Branco            |         |    |
| V                    | 5  | Charles Guerreiro |         |    |
| V                    | 7  | Fabinho           |         |    |
| M                    | 8  | Marquinhos        | Expulso |    |
| M                    | 9  | William           |         | b' |
| A                    | 11 | Romário           |         |    |
| A                    | 10 | Sávio             |         |    |
| Substituições:       |    |                   |         |    |
| LD                   | '  | Rodrigo           | a'      |    |
| M                    | '  | Mazinho           | b'      |    |
| Treinador:           |    |                   |         |    |
| Vanderlei Luxemburgo |    |                   |         |    |

## Premiação
| Campeonato Carioca de 1995       |
| Rio de Janeiro                   |
| -------------------------------- |
| FLUMINENSE Campeão (28.º título) |